# Fonendoszkóp

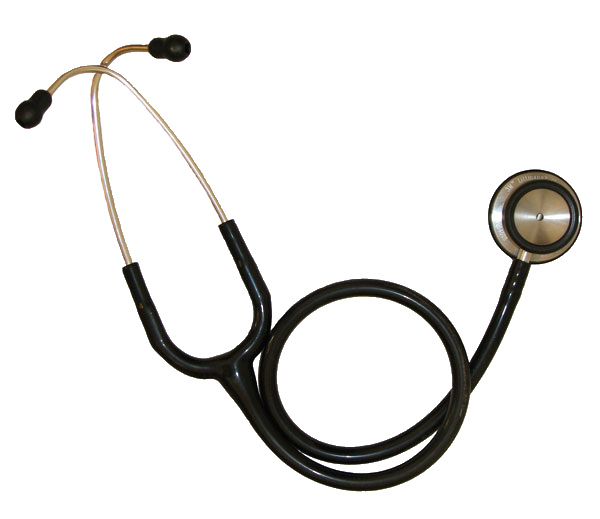
Modern fonendoszkóp

A fonendoszkóp (görög eredetű szó) orvosi műszer, kézi diagnosztikai eszköz, amely például a szív és a tüdő hangját akusztikailag fölerősítve és mindkét fülhöz vezetve segíti az orvos munkáját. A hagyományos vérnyomásmérő  kiegészítője a pulzus figyelésében.
Korszerű változata a 19. században még jellemző sztetoszkópnak, amely egy körülbelül 15 cm-es egyenes fémcső volt, két végén kisebb-nagyobb tölcsérrel.

## Felépítése
- Fejhallgató

A fejhallgató a fonendoszkóp fémből készült része, amelyre a cső illeszkedik. A fejhallgató két fülhallgatóból, szorító rugóból és fülolívából tevődik össze.
- Fülolíva

A fülcső szárai végén a fülbe illesztést lehetővé tevő ún. fülolívák találhatók.
- Fülcső

A fülcső a fonendoszkóp azon része, amelyen a fülolívák találhatók.
- Hangolható membrán

A hagyományos fonendoszkópok harangot és membránt tartalmaznak. A haranggal az alacsony frekvenciájú hangokat lehet hallgatni, a membránnal pedig a magas frekvenciájú hangokat.
- Törzs

A rugós fülkengyel köti össze a csővezetéket és a hallgatófejet.
- Csővezeték

A fonendoszkóp kétcsatornás csővezetékkel rendelkezik - a cső keresztmetszetén két nyílás látható. Régebben gumiból, ma általában PVC-ből készül.
- Hallgatófej

A hallgatófej a fonendoszkóp azon része, amelyet a meghallgatni kívánt területre kell helyezni.  A nagyobbik oldal használható felnőtt korú betegek esetén, míg a kisebb oldal alkalmazható gyermekek illetve sovány betegek esetében.

## Története

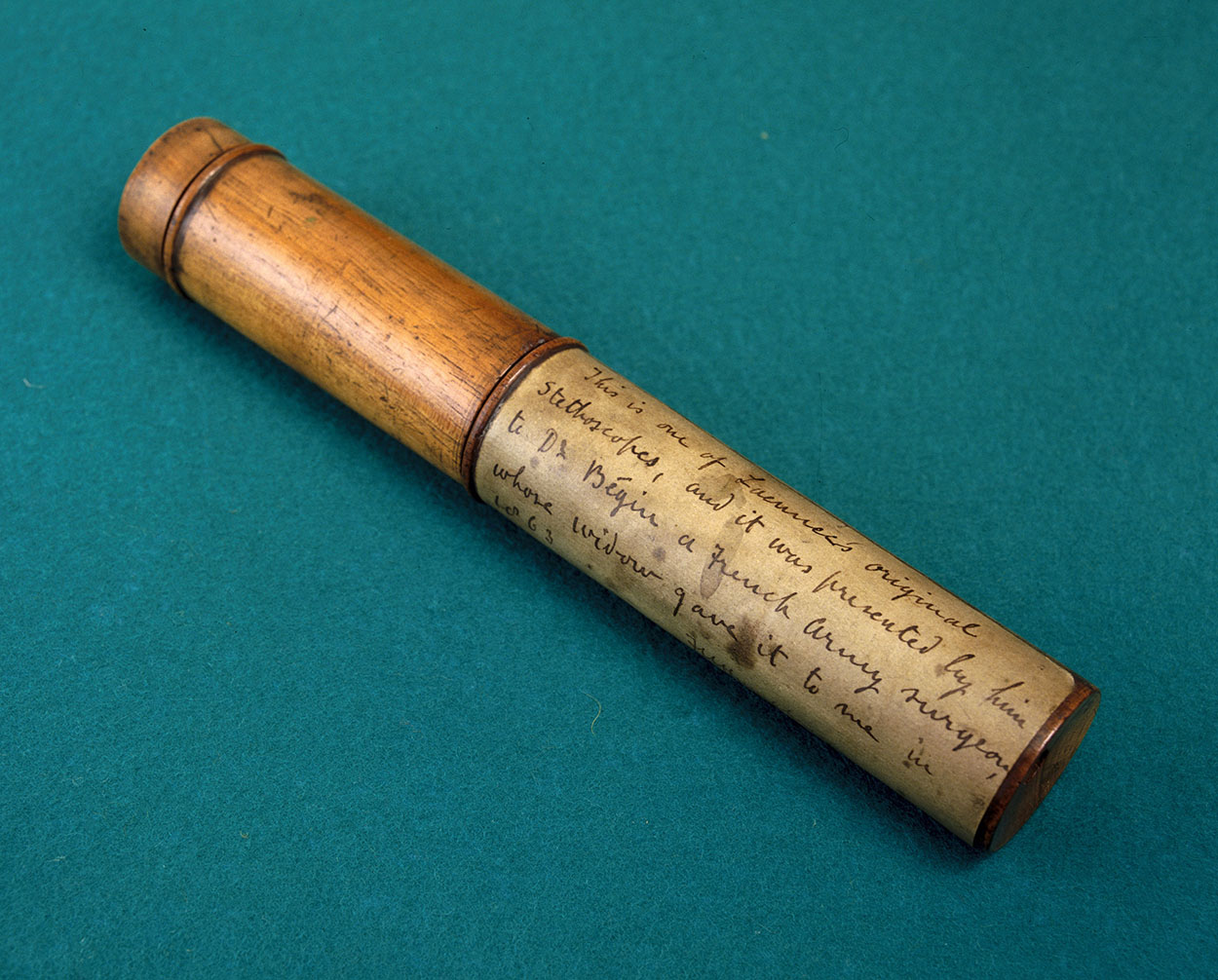
A René Laennec által használt, korai sztetoszkóp (Science Museum, London)

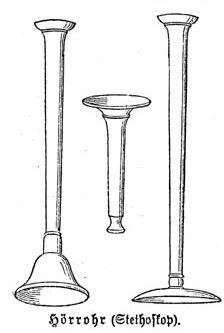
Korai sztetoszkópok (19. század)

1816-ban találta fel a sztetoszkópot René Laennec francia orvos, ezzel megalapozván a szív- és tüdőbetegségek pontos diagnosztikáját. Felfedezése egy véletlennek köszönhető, az orvos ugyanis kényelmetlennek érezte, hogy a fülét hölgy páciensei fedetlen mellére helyezze a szívhangok meghallgatása céljából. Ezért egy papírból készült hengert tartott a páciens mellkasa és a füle közé és meglepődve tapasztalta, hogy a szerkezet felerősíti a szívhangokat. Később a henger mindkét végére kis tölcsért helyezett.[forrás?]
Mások továbbfejlesztették az eszközt, papírhenger helyett fémet alkalmaztak, ami a két végén lévő kiöblösödés miatt kis trombitára hasonlított.